# يو إف سي على إي إس بي إن: ناماجوناس ضد كورتيز
يو إف سي على إي إس بي إن: ناماجوناس ضد كورتيز (بالإنجليزية: UFC on ESPN: Namajunas vs. Cortez)‏ هو حدث لفنون القتال المختلطة ستُنظمته يو إف سي، وسيُقام في 13 يوليو 2024، على بول أرينا في دنفر، كولورادو، الولايات المتحدة.